# Heinrich Schrader (botànic)
Heinrich Adolf Schrader (1 de gener de 1767, Alfeld prop de Hildesheim - 22 d'octubre de 1836, Göttingen) va ser un botànic i micòleg alemany. L'any 1797 va donar nom al gènere de plantes australianes Hakea.
L'any 1795 esdoctorà en medicina a la Universitat de Göttingen, on el 1803 va esdevenir professor i director del seu jardí botànic.
Entre les seves publicacions es troba Nova genera plantarum (1797) i Flora germanica (1806). El gènere de plantes Schraderanthus rep aquest nom en honor seu.
Schrader va ser elegit membre corresponent de la Reial Acadèmia Sueca de Ciències el 1815.